# Vlad VIII Vintilă de la Slatina
Vlad VIII Vintilă de la Slatina (tué le 10 juin 1535). Il est prince de Valachie de 1532 à 1535.

## Origine
L'origine de Vlad Vintilă est incertaine mais il est généralement considéré comme un fils de Radu IV cel Mare et d'une femme de la noblesse originaire de Furesti.

## Règne
Vlad Vintilă est porté au trône après le 18 septembre 1532 et la mort accidentelle de Vlad VII Înecatul. il est à la tête d'un parti opposé à la puissante famille de Craiovescu et bénéficie de l'appui des boyards de la région de Buzău où il possède ses domaines notamment celui de la Slatina qui lui a laissé son surnom.
En mars 1533, l'ambassadeur de Pologne auprès de la Sublime Porte sollicite son investiture auprès du Sultan qui donne son accord et lui fait parvenir l'Etendart symbole de cette dernière avant avril/mai 1533.
Le 6 janvier 1534 il reçoit à Bucarest une délégation du Patriarcat œcuménique de Constantinople cette rencontre se solde par le retour de la Valachie dans l'obédience de ce dernier.
Inquiet des relations qu'il entretient avec le roi Ferdinand Ier de Hongrie un parti de boyards mené par l'intendant Vâslan organise en septembre 1534 un complot destiné à porter au trône son frère Radu Paisie. En novembre de la même année il reprend le contrôle du pays et les conjurés sont expropriés et parfois décapités.
Il promulgue ensuite des mesures contre la haute aristocratie coupable à ses yeux d'avoir soutenu son frère. Son alliance avec l'empereur Ferdinand Ier le conduira à sa perte il est tué le 10 juin 1535 avec l'accord des ottomans par un partisan de Radu Paisie. Vlad VIII Vintilă de la Slatina est inhumé dans un monastère de Buzău.
Le prince Vlad VIII Vintilă de la Slatina laisse le souvenir d'un grand bienfaiteur des monastères de la République monastique du mont Athos qui ont bénéficié de largesses : Hilandar, Saint Anastase, Xeropotamou, Vatopedi et Zographou

## Union
Il épouse Rada, fille de Vlaicu « Jupan et mare Vistier ».